# Staměřice

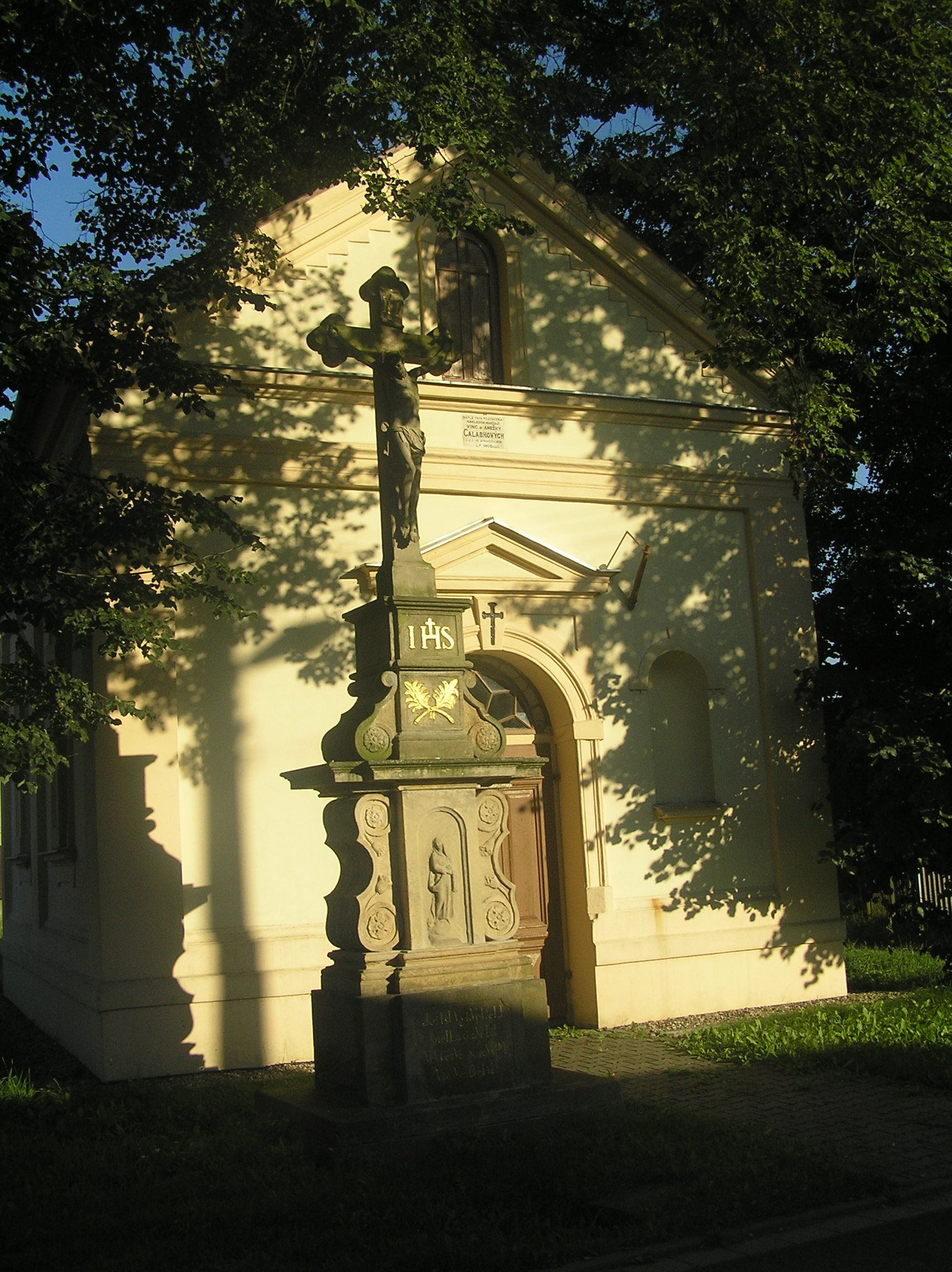
Kapelle der Schmerzhaften Jungfrau Maria

Staměřice (deutsch Steinmeritz) ist ein Ortsteil der Gemeinde Dolní Újezd in Tschechien. Er liegt sechs Kilometer nordwestlich von Lipník nad Bečvou und gehört zum Okres Přerov.

## Geographie
Staměřice befindet sich in den südlichen Ausläufern der Oderberge. Gegen Nordosten erstreckt sich der Truppenübungsplatz Libavá. Nordöstlich erheben sich der Lomec (583 m) und der Slavkovský vrch (636 m), im Osten die U Boudy (523 m). Am nördlichen Ortsrand verläuft die Schnellstraße R 35 / E 462 / E 442.
Nachbarorte sind Vrchní Pila, Kyjanice und Ranošov im Norden, Zavadilka und Slavkov im Nordosten, Mokř und Bohuslávky im Osten, Skoky und Dolní Újezd im Südosten, Tupec, Veselíčko und Lukavec im Süden, Stání, Pančava und Svrčov im Südwesten, Výkleky im Westen sowie Velký Újezd im Nordwesten.

## Geschichte
Die älteste Erwähnung des Dorfes wird auf 1322 datiert, sie ist jedoch nicht urkundlich belegbar. Erstmals urkundlich nachweisbar ist Stamyrzicz 1364 im Zusammenhang mit der Zahlung einer Maut in Olmütz. Im Jahre 1374 wurde das zu Burg Helfenstein gehörige Dorf als Stanimierzicz, 1447 als Staramierzicze, ab 1480 als Stanimierzicze und 1539 als Staměřice bezeichnet. Im Jahre 1548 verkaufte Johann von Pernstein auf Helfenstein Staměřice zusammen mit weiteren Dörfern an Erasmus von Bobolusk, der es einer Herrschaft Veselíčko anschloss. Im Jahre 1573 erwarben die Podstatzky von Prusinowitz Veselíčko. Die Matriken wurden seit 1693 in Ossek und ab 1764 in Velký Újezd geführt. Weitere Namensformen waren Stanoměřice, Staroměřice (1557), Stanomitice (1566), Stameřice (1636), Steinmieržicz (1672), Steinmeritz (ab 1676), Steinmieržitz (ab 1718), Stanimezitz (ab 1720), Stamerzitz, Stamerzitium (1771), Stamerice (1798), Stamněřice (1847) sowie Staňmeřice, Stannmeritz und Stanimericium (1863). Der Bau der Kaiserstraße von Olmütz nach Leipnik in den Jahren 1783 bis 1786 brachte einen Aufschwung für das Bauerndorf und siedelten sich Handwerker an. Im Jahre 1794 bestand das Dorf aus 23 Häusern und hatte 121 Einwohner. Entlang der Straße entstand 1798 die Ausspanne Zavadilka und 1806 der Gasthof zum Grünen Baum, um die sich im 19. Jahrhundert die Ansiedlungen Zavadilka und Skoky bildeten. Bis zur Mitte des 19. Jahrhunderts blieb das Dorf immer nach Veselíčko und den Grafen von Podstatzky-Liechtenstein untertänig.
Nach der Aufhebung der Patrimonialherrschaften bildete Staměřice/Steinmeritz zusammen mit der Ansiedlung Zavadilka ab 1850 einen Ortsteil der Gemeinde Velký Újezd in der Bezirkshauptmannschaft Mährisch Weißkirchen. Im Jahre 1855 wurde die Gemeinde dem Bezirk Leipnik zugeordnet, ab 1868 gehörte sie wieder zum Bezirk Mährisch Weißkirchen. 1895 entstand in Staměřice eine eigene Dorfschule, in der bis 1924 unterrichtet wurde.
Das Dorf bestand im Jahre 1900 aus 42 Häusern und hatte 266 Einwohner. Im Jahre 1902 löste sich Staměřice von Velký Újezd los und bildete mit Zavadilka eine eigene Gemeinde. Im Zuge der Gebietsreform von 1960 und der Auflösung des Okres Hranice wurde Staměřice zum 1. Januar 1961 dem Okres Přerov zugeordnet und zugleich Skoky eingemeindet. 1976 wurde die Gemeinde Staměřice mit dem Ortsteil Skoky und der Siedlung Zavadilka an den Örtlichen Nationalausschuss Dolní Újezd angeschlossen und 1983 gänzlich eingemeindet. 1980 bestand Staměřice aus 65 Häusern und hatte 257 Einwohner. Im Jahre 1991 lebten in Staměřice 269 Menschen. Zum Ende der 1990er Jahre entstand nördlich des Dorfes die Schnellstraße R 35. Beim Zensus von 2001 wurde 87 Häuser und 265 Einwohner gezählt.

## Ortsgliederung
Zum Ortsteil Staměřice gehören die Ansiedlung Zavadilka (Zawadilka) und die Einschichten Horní Pila, Mokř und Prostřední Pila.

## Sehenswürdigkeiten
- Kapelle der Schmerzhaften Jungfrau Maria, auf dem Dorfplatz gestiftet 1905 durch die Eheleute Calábkov
- Kreuz an der Kapelle
- Kapelle in Zavadilka